# Poffertjes

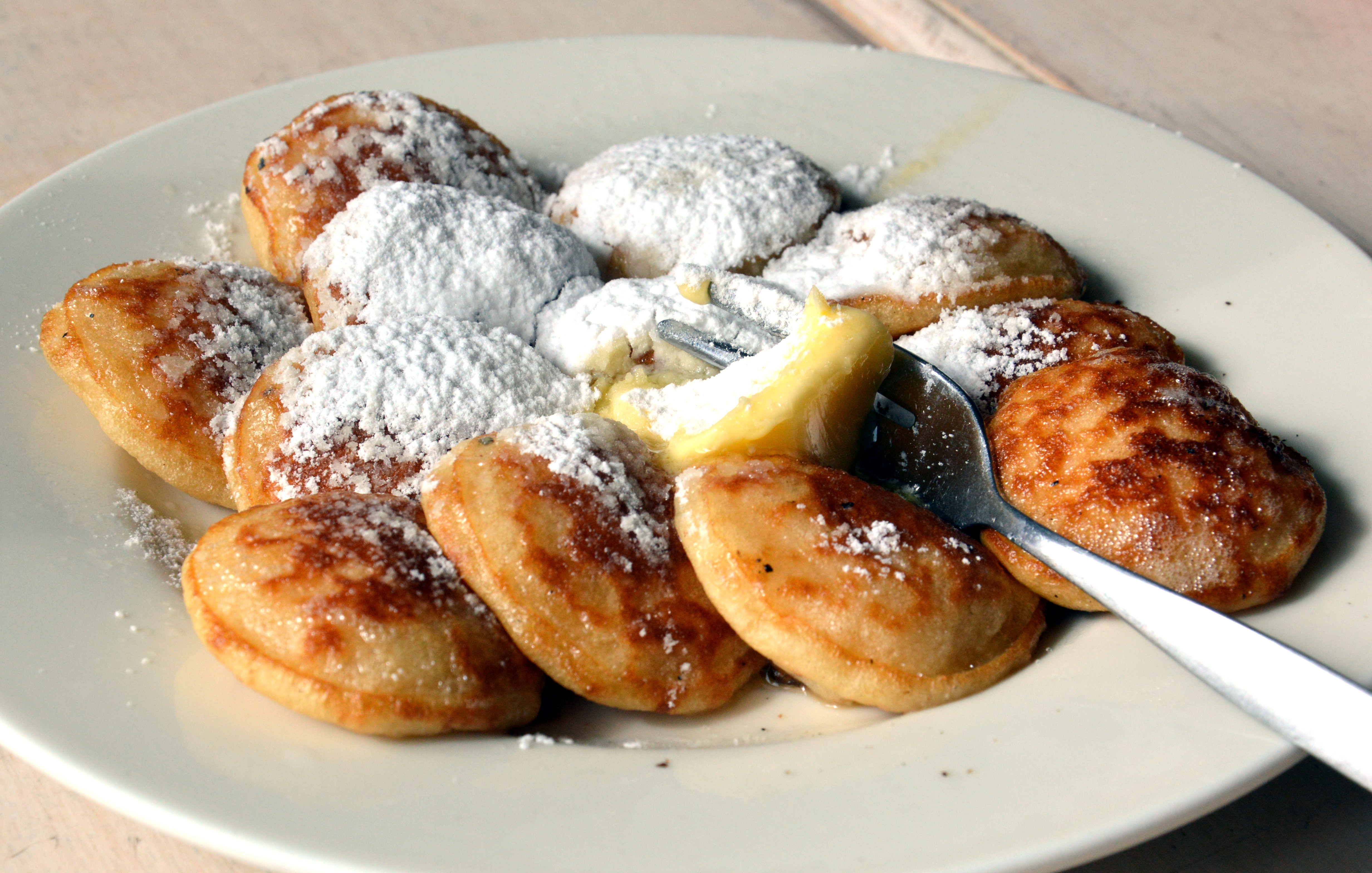
Mini panquecas holandesas

Poffertjes são um tipo de panqueca típica dos Países Baixos. Elas se diferem das panquecas normais por serem menores e mais grossas.
Poffertjes são tradicionalmente feitas de farinha de trigo e farinha de trigo sarraceno. Ao contrário das panquecas padrão, algum tipo de fermento é adicionado à massa, geralmente levedura.  Durante a preparação das poffertjes, eles são virados se a massa não estiver completamente firme. Por causa disso, os poffertjes são bastante macios.
Nos Países Baixos, é comum que as poffertjes sejam vendidos em barracas exclusivas, chamadas de poffertjeskramen, durante quermesses. Nessas barracas, é servida por volta de uma dúzia de poffertjes acompanhadas de manteiga e polvilhados generosamente com açúcar de confeiteiro. Elas também podem ser servidas com xarope, frutas, sorvetes, ou licores, como Advocaat.

## Origem

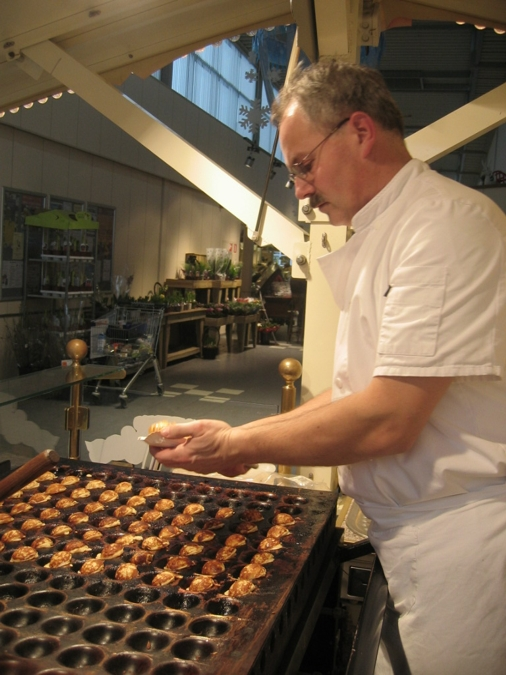
Assar panquecas

A palavra poffertjes tem seu primeiro registro datando de 1651 como um sinônimo informal para sackpistolen (zakpistool, pistola pequena), no diário do explorador holandês Jan van Riebeeck. A primeira menção de poffertjes como um alimento é encontrada em uma descrição de uma quermesse realizada em Amsterdã, em 1734. Já a primeira receita em livro está no manual de receitas "De volmaakte Hollandsche keuken-meid", publicado em 1746. Esse manual inclui uma versão primordial das poffertjes que utiliza os mesmos ingredientes da versão moderna da receita (farinhas de trigo e trigo-sarraceno, ovo, leite e levedura), e uma receita que inclui amêndoas quebradas e passas.
Apesar das poffertjes serem vistas como uma receita típica holandesa, a região de origem do prato não é totalmente clara. Uma possibilidade sugerida é de que o prato tenha surgido em um mosteiro holandês, pelas mãos de monges que estariam experimentando com receitas à base de farinha. Seria, portanto, por causa da origem em mosteiros que as poffertjes também sejam chamadas de broedertjes.
Uma outra possibilidade levantada no passado seria de que a receita teria surgido na França, durante a Revolução Francesa. Diante do confisco de grandes quantias de farinha de trigo para o uso em rações do exército francês, monges teriam passado a utilizar misturas de trigo e trigo-sarraceno para fazer hóstias. Essa receita teria sido levada à Holanda por meio de quermesses itinerantes e de mascates. No entanto, poffertjes já eram consumidos nos Países Baixos há pelo menos 6 décadas. Acredita-se que a influência francesa teria ajudado a popularizar a receita, ainda que não seja a história de sua origem.
Uma explicação mais óbvia é que os poffertjes teriam sido feitos por acidente, como pedaços de massa que caíram em uma panela quente e acabaram inchando rapidamente. É provável que essa massa seria utilizada para fazer poffenbrood ou para fazer waffles, que eram vendidos junto das poffertjes nas feiras. Esta descoberta poderia então ter sido feita independentemente uma da outra em diferentes países e, portanto, explicar as receitas similares às poffertjes existentes em outros países da Europa, como o Æbleskiver dinamarquês e o Förtchen, da região alemã de Schleswig-Holstein.

## Preparação
A receita moderna de poffertjes é geralmente composta por metade de farinha de trigo e metade de farinha de trigo sarraceno, leite, fermento e uma pitada de sal. Há versões que substituem o leite por leitelho. Também existem variações que utilizam ovo, ou que adicionam xarope para adoçar e dar uma cor dourada à receita.
Na preparação comercial da receita, placas de cobre com cavidades arredondadas são usadas para preparar rapidamente um grande número de poffertjes. A placa é untada com óleo, e as cavidades são preenchidas de massa por meio de uma seringa dosadora. Os poffertjes são então virados com um garfo até que a massa esteja completamente firme.